# Beryl Brintnall Simpson
Beryl Brintnall Vuilleumier de Simpson (Austin; 28 de abril de 1942) es una botánica estadounidense, especializada en fabáceas.

## Biografía
Desarrolla actividades académicas como profesora en la Universidad de Texas en Austin.
Ha realizado extensas expediciones botánicas en Norteamérica: México (Baja California Sur, Chiapas, Hidalgo, Nuevo León, Oaxaca, San Luis Potosí, Sinaloa); Centroamérica: Costa Rica, Honduras, Nicaragua; Indias Occidentales: Jamaica; Sudamérica: Bolivia (Chuquisaca, Cochabamba, La Paz, Oruro, Potosí), Ecuador (Cañar, Cotopaxi), Perú (Cajamarca, Huánuco, Junín, La Libertad, Lima), Venezuela (Estado Anzoátegui, Bolívar, Sucre); Brasil (Ceará, Goiás); Argentina (Catamarca, Jujuy, La Pampa, Salta, Tucumán), Chile (Antofagasta, Atacama, Coquimbo)

## Algunas publicaciones
- 1974. Glacial migrations of plants: island biogeographical evidence
- 1975. Glacial climates in the eastern tropical South Pacific

### Libros
- beryl brintnall Simpson. 1977. Mesquite: its biology in two desert scrub ecosystems. Vol. 4 de US/IBP synthesis series. 250 pp. ISBN 0470991097

- arthur j. Cronquist, Gary h. Morton, Beryl Brintnall Simpson. 1978. Compositae, Part 10. North American flora : Series II. 245 pp. ISBN 0893271918

- beryl brintnall Simpson. 1979. A revision of the genus Polylepis (Rosaceae: Sanguisorbeae). Issue 43 de Smithsonian contributions to botany. 62 pp.

- ------------------------. 1986. Economic Botany: Plants in Our World. Ed. McGraw-Hill. 640 pp. ISBN 007057443X

- ------------------------. 1989. Krameriaceae. Issue 49 de Flora neotropica. 108 pp. ISBN 0893273376

- william Burger, beryl brintnall Simpson. 1991. Flora Costaricensis: Family #97 Krameriaceae / Family #98 Oxalidaceae. Fieldiana / Botany Vol. 1428 de Publication, Field Museum of Natural History (Chicago, Ill.) 43 pp.

- ------------------------, molly conner Ogorzaly, molly Conner-Ogorzaly. 1994. Economic Botany: Plants in Our World. Ed. McGraw-Hill. 684 pp. ISBN 007057569X

- ------------------------, molly conner-Ogorzaly. 2001. Economic Botany: Plants in Our World. Biological sciences series. 3ª ed. revisada, McGraw-Hill, 529 pp. ISBN 0071181881, ISBN 9780071181884

## Honores

### Membresías
- Sociedad Botánica de América, y su Pta. periodo 1989-1990[2]

#### Becas y galardones
- 2003. American Society of Plant Taxonomists. Medalla Asa Gray por contribuciones en botánica sistemática
- La abreviatura «B.B.Simpson» se emplea para indicar a Beryl Brintnall Simpson como autoridad en la descripción y clasificación científica de los vegetales.[3]
- Portal:Botánica. Contenido relacionado con Botánica.